# Opioidrotation
Als Opiatrotation oder Opioidwechsel wird in der Palliativmedizin und Schmerztherapie ein Austausch des verwendeten Opioids wegen ungenügender Wirkung oder bedeutsamer Nebenwirkungen bezeichnet.
Da eine Schmerztherapie mit Opioiden oft mit Morphin begonnen wird, kommt es im Rahmen der Opioidrotation am häufigsten zu einem Wechsel von Morphin zu Fentanyl, Hydromorphon, Oxycodon oder Buprenorphin. Bei der Umstellung von einem zum anderen Opioid werden meist äquivalente Dosen eingesetzt, nur bei sehr hohen Dosierungen wird die Therapie zur Vermeidung einer akuten Überdosierung oft mit einer niedrigeren als der Äquivalenzdosis fortgesetzt. In diesen Fällen kann eine stationäre Überwachung der Umstellungsphase sinnvoll sein.
Im weiteren Sinne kann auch der Wechsel zwischen verschiedenen Präparaten aus anderen Gründen als Opioidrotation angesehen werden, z. B. der Austausch von Morphin-Tabletten gegen ein Fentanyl-Schmerzpflaster wegen einer Schluckstörung oder mangelnder Therapietreue (Compliance) auf Seiten des Patienten.